# Jio
Jio là một mạng thiết bị di động của Ấn Độ. Jio là sim được sử dụng nhiều nhất ở Ấn Độ và chỉ trong vòng 2 năm, đã có 190 triệu người đăng ký. Jio lần lượt đánh bại Airtel và các đối thủ khác như Idea, Docomo và hiện đang giữ vị trí số một tại Ấn Độ với tốc độ liên kết cao nhất. Jio có tiếng vì giá dịch vụ vừa phải lại còn cung cấp cho người dùng dữ liệu miễn phí trong 6 tháng. Nó đã tạo nên cuộc cách mạng lớn và khiến Ấn Độ trở thành quốc gia lớn nhất trong việc sử dụng dữ liệu, vượt qua cả Trung Quốc cũng như Hoa Kỳ. Sở hữu bởi Reliance Industries và có trụ sở chính tại Navi Mumbai, Maharashtra, Jio vận hành một mạng LTE nội địa với phạm vi phủ sóng trên tất cả 22 vòng viễn thông. Jio không cung cấp dịch vụ 2G hay 3G mà thay vào đó sử dụng tiêu chuẩn VoLTE để cung cấp dịch vụ cuộc gọi thoại trên mạng lưới của mình.
Jio ra mắt kín vào ngày 27 tháng 12 năm 2015 (đêm trước sinh nhật lần thứ 58 của người sáng lập Reliance Industries Dhirubhai Ambani), với bản beta dành cho các đối tác và nhân viên, sau đó chính thức ra mắt công chúng vào ngày 5 tháng 9 năm 2016.

## Lịch sử

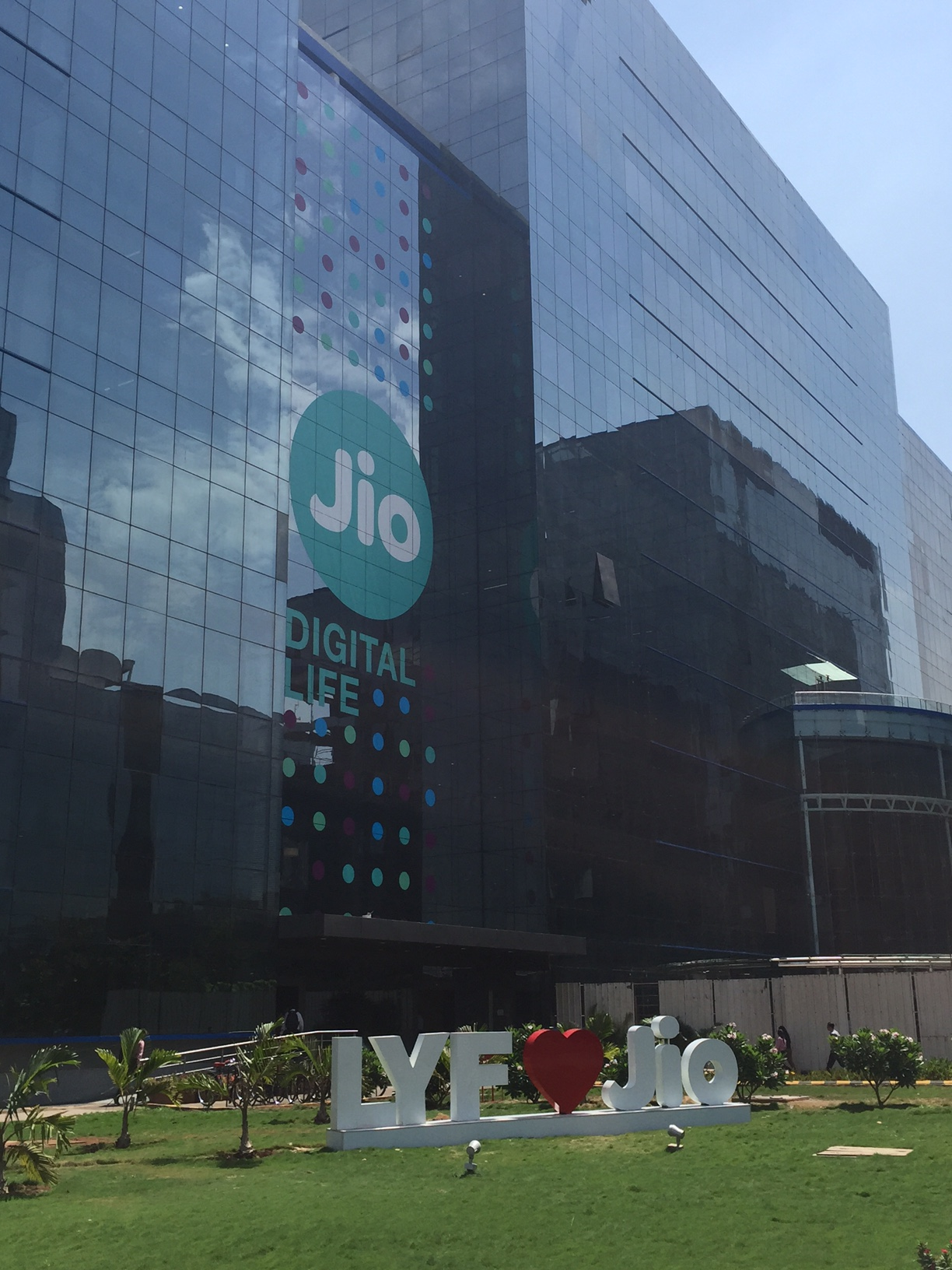
Trụ sở của Jio tại RCP, Navi Mumbai

Tháng 6 năm 2010, Reliance Industries (RIL) mua lại 96% cổ phần của Infotel Broadband Services Limited (IBSL) với giá 4,800 karor (740 triệu đô la). Mặc dù không được công khai, nhưng IBSL là công ty duy nhất đã giành được băng thông rộng của tất cả 22 vòng kết nối ở Ấn Độ tại phiên đấu giá 4G diễn ra vào đầu năm. Sau đó nó vẫn tiếp tục hoạt động dưới trướng công ty con của công ty viễn thông RIL, Infotel Broadband Services Limited đã đổi tên thành Reliance Jio Infocomm Limited (RJIL) vào tháng 1 năm 2013.
Tháng 6 năm 2015, Jio thông báo sẽ bắt đầu hoạt động trên toàn quốc vào cuối năm 2015. Tuy nhiên, 4 tháng sau, vào tháng 10, các phát ngôn viên của công ty đã gửi một thông cáo báo chí nói rằng việc ra mắt đã được hoãn lại trong quý đầu tiên của năm tài chính 2016–2017.
Cuối tháng 7, một PIL đã đệ đơn lên tòa án Tối cao bởi một tổ chức phi chính phủ có tên Centre for Public Interest Litigation, thông qua Prashant Bhushan, gây khó khăn cho việc cấp giấy phép pan-India cho Jio bởi Chính phủ Ấn Độ. PIL cũng cho rằng Jio đã được cấp giấy phép cho dịch vụ gọi thoại cùng với dịch vụ dữ liệu 4G, bằng cách trả thêm một khoản phí chỉ có 165.8 karor (tương đương thời giá là 25 triệu đô la) trái với luật pháp và không hợp lý, và gây nên thất thu 2,284.2 karor (350 triệu đô) cho kho bạc.
Tuy nhiên, cục Viễn thông Ấn Độ (DoT), bác bỏ tất cả các tuyên bố của CAG. Trong tuyên bố của mình, DoT giải thích rằng các quy tắc cho 3G và phổ BWA không hạn chế những người chiến thắng BWA cung cấp các cuộc gọi thoại. Kết quả là, PIL đã bị thu hồi và các cáo buộc đã bị bác bỏ.

### Ra mắt thử nghiệm
Các dịch vụ 4G đã được đưa ra trong nội bộ đối tác của Jio, các nhân viên và gia đình của họ vào ngày 27 tháng 12 năm 2015. Diễn viên Bollywood Shah Rukh Khan, đồng thời là đại sứ thương hiệu của Jio, đã khởi động sự kiện ra mắt tại Reliance Corporate Park ở Navi Mumbai, cùng với những người nổi tiếng như nhạc sĩ AR Rahman, diễn viên Ranbir Kapoor và Javed Jaffrey và nhà làm phim Rajkumar Hirani. Sự kiện khép kín đã được chứng kiến bởi hơn 35000 nhân viên RIL, một số người trong số họ đã được kết nối từ khoảng 1000 địa điểm khác nhau trong đó bao gồm cả Dallas ở Mỹ.

### Ra mắt thương mại
Công ty đã ra mắt thương mại dịch vụ vào ngày 5 tháng 9 năm 2016. Trong tháng đầu, Jio thông báo đã nhận được 16 triệu lượt đăng kí. Đây là giai đoạn tăng tốc lớn nhất của một nhà điều hành mạng di động trên thế giới. Jio vượt cột mốc 50 triệu người đăng kí chỉ 83 ngày sau khi ra mắt, sau đó vượt mốc 100 triệu người đăng kí vào ngày 22 tháng 2 năm 2017. Vào tháng 10 năm 2017 dịch vụ đã có khoảng 130 triệu người đăng kí.

### Liên minh
Tháng 2 năm 2016 Jio công bố một liên minh toàn cầu của các nhà khai thác mạng di động bao gồm:
- BT Group
- Deutsche Telekom
- Millicom
- Orange S.A.
- Rogers Communications
- MTS
- Telia Company
- Telecom Italia

## Mạng lưới

### Tóm tắt tần số vô tuyến
Jio sở hữu các băng tần sóng 850 MHz tại 10 vòng;MHz và 1,800 MHz tại 6 vòng trong số 22 vòng viễn thông tại Ấn Độ, và giấy phép pan-India cho phổ sóng 2,300 MHz. Phổ sóng còn hiệu lực đến năm 2035.
| Vòng viễn thông               | FDD-LTE 1800MHz Band 3 | FDD-LTE 850MHz Band 5 | TDD-LTE 2300MHz Band 40 |
| ----------------------------- | ---------------------- | --------------------- | ----------------------- |
| Andhra Pradesh & Telangana    | Yes                    | Yes                   | Yes                     |
| Assam                         | Yes                    | Yes                   | Yes                     |
| Bihar & Jharkhand             | Yes                    | Yes                   | Yes                     |
| Delhi                         | Yes                    | Yes                   | Yes                     |
| Uttar Pradesh (East)          | Yes                    | Yes                   | Yes                     |
| Gujarat                       | Yes                    | Yes                   | Yes                     |
| Haryana                       | Yes                    | Yes                   | Yes                     |
| Himachal Pradesh              | Yes                    | Yes                   | Yes                     |
| Jammu and Kashmir             | Yes                    | Yes                   | Yes                     |
| Karnataka                     | Yes                    | Yes                   | Yes                     |
| Kerala                        | Yes                    | Yes                   | Yes                     |
| Kolkata                       | Yes                    | Yes                   | Yes                     |
| Madhya Pradesh & Chhattisgarh | Yes                    | Yes                   | Yes                     |
| Maharashtra                   | Yes                    | Yes                   | Yes                     |
| Goa                           | Yes                    | Yes                   | Yes                     |
| North East                    | Yes                    | Yes                   | Yes                     |
| Odisha                        | Yes                    | Yes                   | Yes                     |
| Punjab                        | Yes                    | Yes                   | Yes                     |
| Rajasthan                     | Yes                    | Yes                   | Yes                     |
| Tamil Nadu                    | Yes                    | Yes                   | Yes                     |
| West Bengal                   | Yes                    | Yes                   | Yes                     |
| Uttar Pradesh (West)          | Yes                    | Yes                   | Yes                     |

### Quan hệ đối tác
Jio chia sẻ các sóng phổ với Reliance Communications. Thỏa thuận chia sẻ dành cho băng tần 800 MHz trên bảy vòng kết nối khác với 10 vòng kết nối mà Jio đã sở hữu.
Tháng 9 năm 2016, Jio đã ký một hiệp ước với BSNL để chuyển vùng nội mạng, cho phép người dùng của các nhà khai thác sử dụng phổ 4G và 2G của nhau trong chế độ roaming nội địa.
Tháng 2 năm 2017, Jio thông báo hợp tác với Samsung để làm việc trên LTE - Advanced Pro và 5G.

## Sản phẩm và dịch vụ

### JioPhone

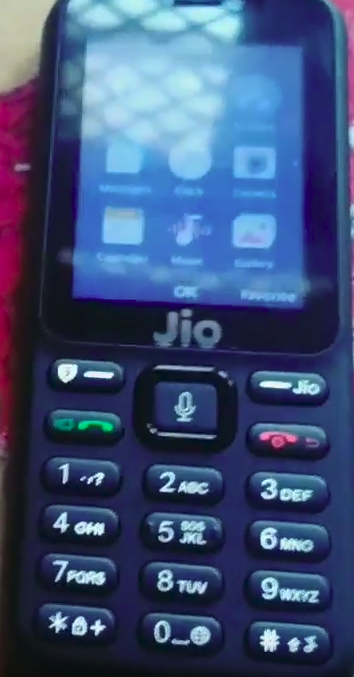
JioPhone

Ngày 21 tháng 7 năm 2017, Jio đã giới thiệu chiếc điện thoại phổ thông có 4G giá rẻ đầu tiên của mình, được hỗ trợ bởi KaiOS, có tên là JioPhone. Giá được công bố cho nó là 0₹ với một khoản tiền gửi bảo đảm là 1500₹, sau đó người dùng có thể rút lại số tiền bằng cách trả lại JioPhone tại các cửa hàng Jio vào 3 năm sau. Điện thoại này đã được phát hành cho người dùng thử nghiệm vào ngày 15 tháng 8 năm 2017 và bắt đầu đặt trước cho người dùng thông thường vào ngày 24 tháng 8 năm 2017.

### Băng thông rộng 4G
Công ty ra mắt dịch vụ băng thông rộng 4G trên khắp Ấn Độ vào tháng 9 năm 2016. Nó đã được dự kiến phát hành vào tháng 12 năm 2015 nhưng sau một vài báo cáo, công ty cho biết phải chờ nhận giấy phép cuối cùng từ chính phủ. Jio cung cấp dịch vụ thoại và dữ liệu thế hệ thứ tư (4G) cùng với các dịch vụ ngoại vi như nhắn tin tức thì, xem phim và nhạc trực tuyến.
Công ty có mạng lưới hơn 250.000 km cáp quang trong nước, qua đó sẽ hợp tác với các nhà cung cấp cáp tại địa phương để có được kết nối rộng hơn cho các dịch vụ băng thông rộng của mình. Với giấy phép nhà điều hành đa dịch vụ (MSO), Jio cũng sẽ là nhà phân phối kênh truyền hình và sẽ cung cấp truyền hình theo yêu cầu trên mạng lưới của mình.

### Điện thoại thông minh LYF

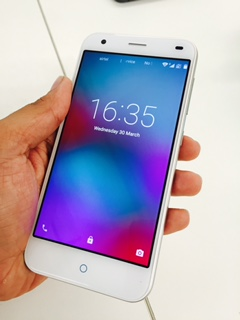
Một hình ảnh của điện thoại LYF WATER 2 với màn hình IPS.

Tháng 6 năm 2015, Jio ký kết thỏa thuận với nhà sản xuất thiết bị cầm tay trong nước Intex nhằm cung cấp thiết bị cầm tay 4G có khả năng gọi thoại qua LTE (VoLTE). Tuy nhiên, tháng 10 năm 2015, Jio thông báo sẽ ra mắt thương hiệu điện thoại di động riêng của mình mang tên LYF.
Ngày 25 tháng 1 năm 2016, công ty cho ra mắt chuỗi điện thoại LYF, khởi đầu với Water 1, thông qua chuỗi cửa hàng bán lẻ điện tử Reliance Retail. Ba mô hình thiết bị cầm tay khác đã được phát hành cho đến nay, cụ thể là Water 2, Earth 1, và Flame 1.

### Jionet WiFi
Trước khi nhận giấy phép pan-India cho dịch vụ dữ liệu 4G, Jio đã bắt đầu cung cấp dịch vụ hotspot Wi-Fi miễn phí tại các thành phố trên khắp Ấn Độ bao gồm Surat, Ahmedabad ở Gujarat và Visakhapatnam ở Andhra Pradesh, Indore, Jabalpur, Dewas và Ujjain ở Madhya Pradesh, một vài địa điểm Mumbai ở Maharashtra, Kolkata ở West Bengal, Lucknow ở Uttar Pradesh, Bhubaneswar ở Odisha, Mussoorie ở Uttarakhand, Collectorate's Office ở Meerut và MG Road ở Vijayawada, ngoài ra còn nhiều điểm khác.
Tháng 3 năm 2016, Jio bắt đầu cung cấp miễn phí internet Wi-Fi cho khán giả tại 6 sân vận động cricket tổ chức các trận đấu thuộc giải ICC World Twenty20. Jionet đã khả dụng tại Wankhede Stadium (Mumbai), Punjab Cricket Association IS Bindra Stadium (Mohali), Himachal Pradesh Cricket Association Stadium (Dharamshala), Chinnaswamy Stadium (Bengaluru), Feroz Shah Kotla (Delhi) và Eden Gardens (Kolkata) ở India.

## Ứng dụng Jio

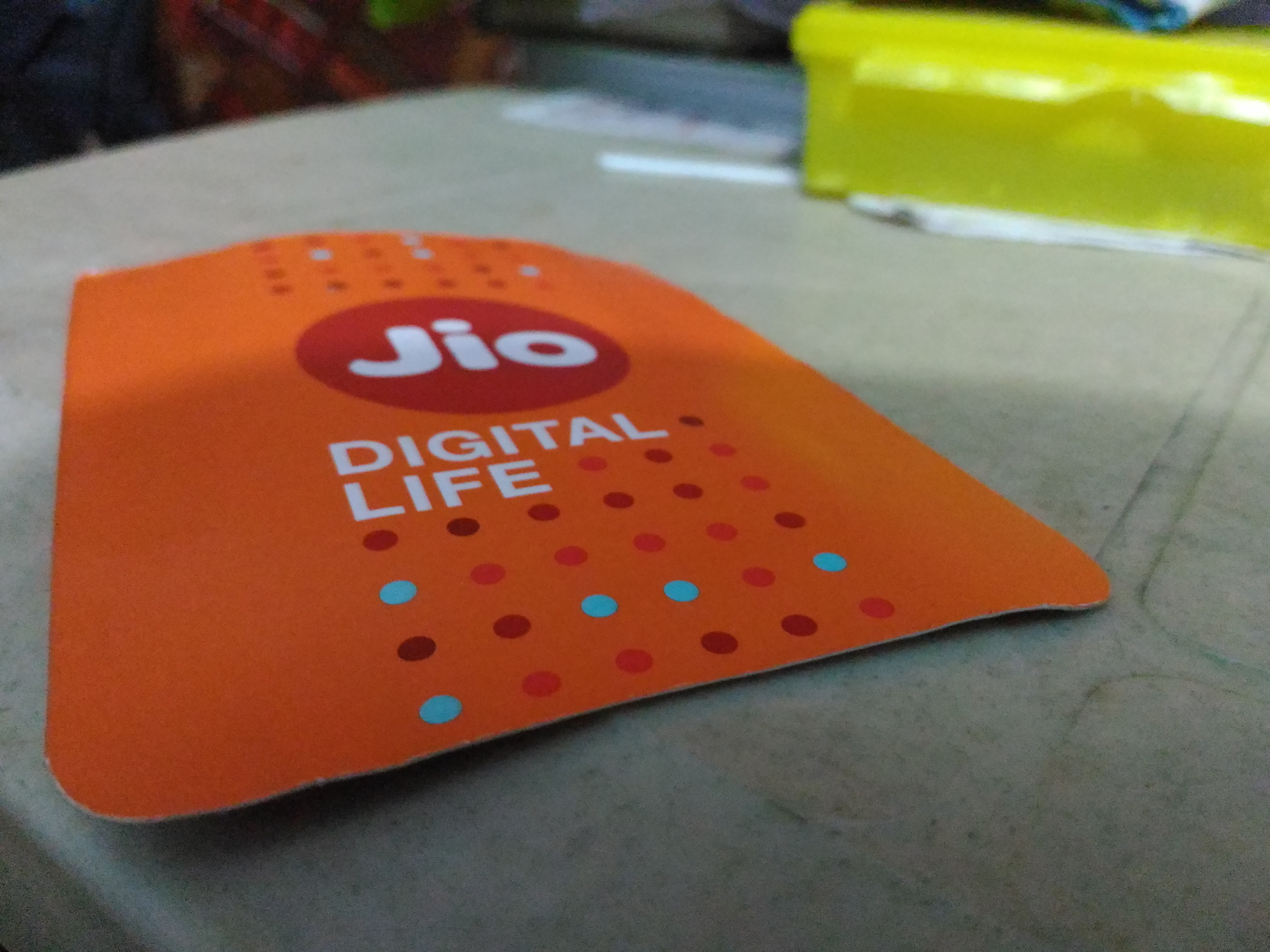
Túi đựng thẻ sim Jio được phân phối bởi Reliance Jio Infocomm

Tháng 5 năm 2016, Jio đã phát hành một loạt ứng dụng đa phương tiện trên Google Play như một động thái cho dịch vụ 4G sắp tới. Dù các ứng dụng có sẵn để tải xuống cho tất cả mọi người, nhưng người dùng phải có thẻ SIM Jio để sử dụng chúng. Ngoài ra, hầu hết các ứng dụng đều ở trong giai đoạn beta. Dưới đây là danh sách các ứng dụng:
- MyJio - quản lý tài khoản Jio và các dịch vụ kỹ thuật số liên kết với nó[54][55]
- JioTV - dịch vụ với các kênh truyền hình trực tuyến
- JioCinema - thư viện phim HD trực tuyến[56]
- JioChat - ứng dụng nhắn tin tức thời[57]
- JioMusic - JioMusic giúp nghe nhạc bằng các ngôn ngữ khác nhau và để lưu ngoại tuyến.
- Jio4GVoice (trước đây là JioJoin) - Trình mô phỏng điện thoại VoLTE[58]
- JioMags - e-reader cho tạp chí[59]
- JioXpressNews - Tổng hợp tin tức và tập chí.
- JioSecurity - ứng dụng bảo mật[60]
- JioCloud - công cụ sao lưu dựa trên cloud[61]
- JioMoney Wallet - ứng dụng ví/trả tiền trực tuyến[62]
- JioSwitch - Để chuyển nội dung giữa Android với Android, từ Android sang iOS, từ Android đến JioPhone, iOS đến JioPhone, giữa iOS với iOS và JioPhone đến JioPhone
- JioNet - Kết nối với Wi-fi JioNet.

### Điện thoại 4G giá rẻ
Reliance Jio đã hợp tác với Google để sản xuất các thiết bị cầm tay 4G giá rẻ. Những điện thoại này chỉ chạy trên mạng lưới độc quyền Jio. Cả hai công ty cũng đang nghiên cứu phát triển phần mềm cho các dịch vụ TV thông minh. Cả hai dự kiến sẽ ra mắt vào năm 2017.

### JioFi
Jio cũng đã cho ra mắt bộ định tuyến Wi-Fi mang tên JioFi.

## Thương hiệu và tiếp thị

Logo Jio trước tháng 9 năm 2016

Ngày 24 tháng 12 năm 2015, diễn viên Bollywood Shah Rukh Khan đã được chọn là đại sứ thương hiệu của Jio.

### Pokémon Go
Trò chơi AR dựa vào địa hình Pokémon Go đã được ra mắt tại Ấn Độ vào tháng 12 năm 2016 với sự cộng tác của Jio khi hàng trăm cửa hàng Jio cũng như các siêu thị và trung tâm mua sắm của Reliance như Reliance Trends và Reliance Digital trở thành trạm Sponsored PokéStops and Gyms trong trò chơi.

## Phản hồi của Jio Prime
Tính đến tháng 7, 125.5 triệu khách hàng của Jio đã chọn Jio Prime. ngày cuối cùng đăng ký thành viên Jio Prime là ngày 31 tháng 3 năm 2017. Sau đó, đã được mở rộng cho đến ngày 15 tháng 4 năm 2017 cùng với sự giới thiệu của một tính năng mới, "Jio Summer Surprise", đã cung cấp cho khách hàng ba tháng dịch vụ miễn phí. Vào ngày 6 tháng 4 năm 2017, TRAI khuyên Jio rút lại ưu đãi này.

## Tranh cãi

### Vấn đề với người đương nhiệm
Tháng 9 năm 2016, Telecom Regulatory Authority of India (TRAI) triệu tập Jio cùng với các nhà khai thác viễn thông trên đất nước như Bharti Airtel, Vodafone và Idea Cellular gặp gỡ và thảo luận về vấn đề liên quan đến liên kết giữa các nhà khai thác. Đây là kết quả sau khi Jio phàn nàn với TRAI và Department of Telecom (DoT) về các nhà khai thác khác khi họ không tôn trọng các thỏa thuận thương mại, cho phép Jio sử dụng tài nguyên mạng của họ. Công ty tiếp tục nói thêm rằng các nhà khai thác đang cố gắng phá hoại nhập vào viễn cảnh viễn thông. Tuy nhiên, DoT đã bác bỏ yêu cầu và chỉ đạo TRAI giúp giải quyết tranh chấp một cách hợp lý. Động thái xa hơn, Hiệp hội các nhà khai thác di động của Ấn Độ (COAI) yêu cầu TRAI tập hợp tất cả các nhà khai thác trong cuộc thảo luận thay vì chỉ có ba bên.
Các nhà khai thác đương nhiệm trước đó đã tiếp cận PMO của nước này để nhắc lại quan điểm của họ rằng họ "không có nghĩa vụ hoặc ở bất kỳ vị trí nào để giải quyết các yêu cầu của Jio về các vấn đề liên kết vì họ không có mạng lưới hoặc điều kiện tài chính để chấm dứt khối lượng khổng lồ của lưu lượng thoại có khả năng không cân xứng." Đáp trả lại, Mukesh Ambani, chủ của Jio, nói rằng, "tất cả các nhà khai thác đã công khai từ tuần trước rằng họ sẽ cung cấp điều này (liên kết và MNP). Vì thế chúng tôi đang chờ đợi. Họ đều là những công ty lớn. Họ cần phải giữ thương hiệu riêng cho họ. Tôi tin rằng họ sẽ không làm trái luật." Nhận xét về số di động, ông nói thêm, "Số này hoàn toàn thuộc về người dùng. Không một nhà cung cấp nào có thể gây rắc rối cho họ nếu họ muốn thay đổi nhà cung cấp." Tuy nhiên, ngày 12 tháng 9 năm 2016, Idea Cellular đồng ý cho phép Jio sử dụng 196 điểm kết nối của mình.

### Vi phạm dữ liệu người đăng ký bị cáo buộc
Vào ngày 10 tháng 7 năm 2017, thông tin dữ liệu khách hàng Reliance Jio đã bị vi phạm, rò rỉ trên website magicapk.com. Trang web đã bị tạm ngưng ngay sau khi tin tức vi phạm nổ ra.